# 卡爾·馮·艾內姆
卡爾·威廉·格奧爾格·奧古斯特·馮·艾內姆·傑南特·馮·羅斯馬勒（德語：Karl Wilhelm Georg August von Einem genannt von Rothmaler，1853年1月1日-1934年4月7日）是第一次世界大戰期間德國第三軍團的指揮官，並擔任普魯士戰爭部長，負責德國在一戰前的軍事建設。